# Ulysses (sonda espacial)
Ulysses é uma sonda espacial, lançada pelo Ônibus Espacial, missão STS-41 da NASA em 6 de Outubro de 1990 e é uma missão gerenciada pela Agência Espacial Europeia - ESA e pela NASA.
É um desejo dos cientistas, que o Sol fosse pesquisado junto a região dos pólos, pois esta região é inacessível para quem esteja observando o Sol a partir da Terra.
Então para se chegar as altas latitudes do Sol, a sonda foi inicialmente lançada em direção a Júpiter, para assim executar uma assistência gravitacional, com o auxílio da gravidade deste planeta. Tudo isso para colocar a sonda em uma pretendida órbita quase polar. 
O primeiro encontro com Júpiter ocorreu em 8 de Fevereiro de 1992. 
A sonda aproximou-se de Júpiter, passando sobre o planeta, depois com o auxílio da força gravitacional deste planeta, deu a volta por trás e desceu rumo ao Sol. A sonda dirigindo-se para o Sol, passou quase sobre o seu pólo sul, em uma latitude de 80,2 graus, que foi atingida em 13 de Setembro de 1994. Depois Ulysses encontrou o Sol pela segunda vez, agora viajando sobre o seu pólo norte, viajando de Junho até Setembro de 1995. 
Essa uma passagem ocorreu quando o Sol se encontrava em sua fase mais tranquila, fase esta que ocorre de 11 em 11 anos. Para melhor compreender o Sol, é necessário estudar-lo  quando ele se encontrar mais ativo, desta forma foi aguardado o terceiro encontro da sonda com o Sol e foi novamente viajando sobre o pólo sul. 
A sonda sobrevoou o pólo sul e atingiu a sua máxima latitude sul em 27 de Novembro de 2000. Mais tarde sobrevoou o pólo norte, e atingiu a mais alta latitude norte, que foi no período de Setembro até Dezembro de 2001.
Desta forma, depois de viajar por doze anos pelo espaço, a sonda Ulisses obteve uma grande quantidade de dados sobre a estrutura global do Sol e do meio ambiente da sua heliosfera.
Durante seus primeiros cinco anos de pesquisas, a sonda Ulisses pesquisou o Sol desde seu equador até os seus polos, aproveitando-se de uma grande variação na sua atividade solar. 
A missão da nave espacial foi o estudo do Sol em todas as latitudes, equipadas com instrumentos para caracterizar campos, partículas e poeiras, e era alimentado por um gerador termoelétrico radioisótopos (RTG). 
Em Fevereiro de 2008, a potência da RTG, que é gerada pelo calor do decaimento radioactivo de plutónio-238, havia diminuído o o bastante, tornando insuficiente a energia para os aquecedores internos que mantêm a atividade de controle de congelamento do combustível hidrazina . O fim da missão foi então agendado para 1 de julho de 2008, mas os cientistas que operam a missão sucederam com um método para manter o combustível líquido, efetuando uma breve reação de queima de combustível hidrazina a cada duas horas, permitindo a missão de continuar.
O fim da missão ocorreu em 30 de junho de 2009.

## Objetivo
O objetivo primário da missão da sonda Ulysses foi estudar a heliosfera em função da latitude do Sol. 
A heliosfera é uma grande região do espaço interplanetário ocupado pela atmosfera do Sol e dominado pelo fluxo do vento solar. O período de estudos de interesse principal foi quando a Ulysses atingiram as latitudes acima de 70 graus de ambos os pólos. 
Em 26 de Junho de 1994, Ulysses atingiu 70 graus de latitude sul. Neste ponto iniciou-se um período de observações que duraram quatro meses, onde a sonda Ulisses estudou as complexas forças que atuam no Sol em altas latitudes, na região situada fora de sua atmosfera, região esta denominada de corona ou coroa solar. Os cientistas estavam a longo tempo estudando o Sol a partir de observatórios situados na Terra.  Mais recentemente estudos sobre o Sol foram conduzidos em plataformas situadas em naves espaciais; de qualquer maneira: estas investigações foram na maioria das vezes feito feitas no plano da eclíptica, (plano na qual a maioria dos planetas giram em torno do Sol) e nenhuma nave espacial antes havia pesquisado as latitudes acima de 32 graus. 
Agora com a sonda Ulysses poder-se-ia pesquisar as altas latitudes, cientistas da NASA e da ESA agora iniciavam o conhecimento sobre a ação do Sol em latitudes elevadas.
Após completar a sua primeira volta sobre o Sol em 1998, o nosso conhecimento sobre a heliosfera, que consiste em uma gigantesca bolha que se estende pela ação do vento solar, teve um dramático crescimento. A sonda Ulysses fez um completo estudo tridimensional do mapa da heliosfera e descobriu:
- Que a composição no espaço interplanetário mediano, contém uma mistura de gás e de poeira, sendo que a maioria do gás é de hidrogênio e hélio, com 0,06% de elementos pesados tais como oxigênio e nitrogênio. E que se espalha por todo o sistema solar.

- Que nas fronteiras de ação entre o vento solar veloz e mais lento, cria uma onda de choque e partículas ganham carga elétrica, que causam tempestades magnéticas e auroras que são vistas nas vizinhanças da Terra.

- Sobre a extensão, a direção e o fluxo da poeira interestelar dentro do Sistema Solar.

## Descrição resumida de seus instrumentos
Existem 11 instrumentos a bordo da sonda Ulysses, que vão investigar desde o vento solar, passando pela poeira cósmica e terminando na análise emissões de raios gama.
- Magnetometer (VHM/FGM)
- Solar Wind Plasma Experiment (SWOOPS)
- Solar Wind Ion Composition Instrument (SWICS)
- Unified Radio and Plasma Wave Instrument (URAP)
- Energetic Particle Instrument (EPAC)
- Low-Energy Ion and Electron Experiment (HISCALE)
- Cosmic Ray and Solar Particle Instrument (COSPIN)
- Solar X-ray and Cosmic Gamma-Ray Burst Instrument (GRB)
- Dust Experiment (DUST)
- Coronal-Sounding Experiment (SCE)
- Gravitational Wave Experiment (GWE)

## Trajetória

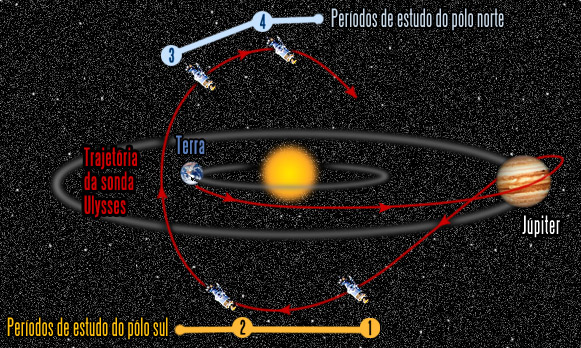
Trajetória da sonda Ulysses.

A trajetória da sonda Ulysses, é intercalada por trechos de elipse e hipérbole.
- No segmento entre a Terra e Júpiter a sonda seguiu trecho de elipse.
- Quando de sua passagem próximo de Júpiter, a sonda seguiu trecho de uma hipérbole.
- Na fase final, a sonda agora segue uma trajetória elíptica.

Após o primeiro sobrevoo do pólo norte, a sonda voltou ao seu ponto de partida em Júpiter e retornou a sobrevoar novamente sobre o pólo sul do Sol.

## A nave espacial
A nave espacial de Ulysses é uma estrutura de alta tecnologia, resistente às radiações, de rotação estabilizada. Tem uma massa de aproximadamente 370 quilogramas (814 libras) quando do seu lançamento, incluindo-se aproximadamente 33,5 quilogramas de hidrazina para ajustes da atitude e de sua taxa de giros. Os elementos principais da nave espacial estão dentro de uma estrutura semelhante a uma caixa de 1,65 metros de largura. Apontada para a Terra temos uma antena de alto-ganho, que estabelece comunicações entre a sonda e o centro de controle da Terra, além do gerador termoelétrico de radioisótopos, que fornece a energia elétrica necessária ao funcionamento da sonda. Esta sonda não dispõem de painéis solares, pois estará parte do tempo viajando muito distante do Sol.
Alguns instrumentos como o detector de raios gama, o vector-helium magnetometer e o flux-gate magnetometer, estão montados bem afastados da nave espacial, a fim de evitar a interferência do corpo da sonda. 
Um par de antenas de fio monopolo, possui junto um comprimento de 72 metros, situadas externamente perpendicularmente à linha central da rotação da sonda, uma em cada lado. E uma outra antena de 75 metros, também monopolo projeta-se ao longo da linha central da rotação, oposto à posição da antena de alto-ganho. Elas compõem as antenas de três eixos, destinada a captação e análise das ondas de plasma. 
Os subsistemas de eletrônica da nave espacial e os seus experimentos estão dentro do corpo principal da sonda. 
Os instrumentos científicos para a sonda Ulysses foram fornecidos pelas equipes da ciência dos Estados Unidos e da Europa. A nave espacial foi construída pela Dornier Systems da Alemanha para a ESA, que é responsável para operações em órbita. A NASA forneceu o veículo lançador que foi um Ônibus Espacial, além da construção dos estágios superiores dos instrumentos IUS e do PAM-S. Também forneceu o gerador termoelétrico de radioisótopos (radioisotope thermoelectric generator (RTG)), que foi construído pela General Electric Co. 
A sonda Ulysses está sendo monitorada e os dados coletados estão sendo recebidos pela Rede de Espaço Profundo da NASA, que é operada pelo JPL – (Jet Propulsion Laboratory). A análise dos dados recebidos está sendo feito pelo JPL em conjunto com a equipe dos ESA.

## Júpiter
Para colocar uma sonda em órbita polar em torno do Sol, seria necessário o uso de muita energia e mesmo os foguetes de hoje, não tem condições de fazer isso. A Terra gira e torno do Sol a uma velocidade de 30 km/segundo e seria necessário cancelar esta velocidade e ainda depois, lançar a sonda em uma órbita polar. Desta forma foi descartada a possibilidade de lança uma sonda de órbita 100 % polar. 
A outra maneira seria usar a vantagem da atração da gravidade de outro planeta. Júpiter é o planeta mais próximo capaz de realizar tal tarefa. 
Mesmo com o auxílio da força de gravidade de Júpiter, do Ônibus Espacial e de um foguete de três estágios, a sonda que pesava 370 kg,  deixou a força de atração da Terra e viajou para Júpiter a uma velocidade de 11,3 km/s, tornando-se a nave espacial mais veloz nunca antes lançada. 
Ulysses chegou a Júpiter 16 meses depois de sair da Terra. Havia viajado algo próximo a um bilhão de quilômetros em uma trajetória elíptica. A maior aproximação ocorreu em 8 de Fevereiro de 1992. Depois a sonda seguiu uma trajetória hiperbólica e no final voltou a seguir uma trajetória elíptica, tudo para garantir que a sonda ficasse livre de maiores perigos. O estudo da magnetosfera de Júpiter foi considerado o segundo objetivo da missão Ulysses. Os resultados obtidos superaram todas as expectativas dos cientistas.
Júpiter é um planeta que têm um poderoso campo magnético. Sua magnetosfera é bastante grande e é a maior de todos os planetas. De fato durante 12 dias a sonda viajou no interior deste campo, indo de 2 até 14 de fevereiro. Grandes satélites deste planeta como todas as Luas de Galileu, orbitam no interior de sua magnetosfera, além da lua de Io, conhecida abundante fonte de íons e de partículas neutras, que interagem com sua magnetosfera.
A trajetória de chegada a Júpiter foi bastante similar a de quartos espaçonaves anteriores, que visitaram este planeta. Pioneer 10, 11 (1972, 1973) e a Voyager 1, 2 (1979). Diferente das missões anteriores, Ulysses atingiu Júpiter em uma alta latitude; 40 graus de latitude ao norte do equador de  Júpiter, em sua fase de máxima aproximação com este planeta.
Embora seus instrumentos fossem otimizados para analisar o vento solar, eles obtiveram grande quantidade de informação sobre a magnetosfera de Júpiter

## O Sol

### Primeira passagem
O retrato geral que se obteve da primeira órbita solar a respeito da estrutura global e tri-dimensional do vento solar foi quando a atividade solar era mínima ou o próximo disso. Constatou-se que o vento solar de latitude elevada, é originário de furos coronais polares, ficando caracterizado por um fluxo rápido, uniforme, com uma velocidade média de 750 km/s.
Os jatos lentos ou médios que são originários da corona estão confinados a uma escala relativamente estreita de latitudes próximo do equador do Sol. 
Nesta faixa equatorial, em que a maioria das variações do vento solar se produz, observa-se que ele contem o também um plano de separação (heliospheric current sheet (HCS)), que separa os campos magnéticos em dois grandes grupos opostos, cada qual se dirigindo a um hemisfério, um para o norte e outro para o sul. 
Embora o plano de separação e os jatos de vento solar estejam alinhados quando da mínima atividade do Sol, constatou-se alterações significativas.
Em outro resultado chave das passagens polares de Ulysses concerne à estrutura global do campo magnético da heliosfera. As observações de Ulysses revelaram que o componente radial do campo magnético é independente da latitude, ao contrário à maioria das previsões feitas em modelos. Este resultado implica que o HCS é o fator dominante em determinar o campo radial na órbita de Ulysses, em vez de do vento solar dos pólos.

### Segunda passagem
Ulysses encontrou uma heliosfera inteiramente diferente quando ao chegar ao pólo norte, encontrou o Sol com grande atividade solar.
No mínimo solar, a heliosfera era dominada pelo vento rápido dos furos coronais polares do sul e do norte. No contraste, durante o máximo solar, os grandes furos coronais havia desaparecidos, e a heliosfera pareceu muito mais simétrica. 
Os fluxos dos ventos solares medidos durante toda a passagem polares sul, eram muito velozes, e não demonstraram nenhuma dependência sistemática com a latitude.
O vento próprio era geralmente mais lento e muito mais variável do que na fase de mínima atividade solar, para todas as latitudes. Não obstante, quando a sonda Ulysses alcançou latitudes elevadas no pólo norte no final de 2001, testemunhou a formação e o crescimento de um novo furo coronal polar. O vento solar registrado pelo Ulysses, tornou-se mais rápido e mais uniforme, assemelhando-se aos fluxos vistos sobre o pólo sul na mínima atividade solar. 
Um outro fenômeno de grande interesse foi o da reversão de polaridade magnética do Sol que ocorreu durante as passagens polares. Constatou-se que o processo da reversão de polaridade magnética é complexo e que se processa em um período de alguns meses.  
Na passagem anterior da sonda Ulysses viu-se a falta da dependência do componente radial do campo magnético com a latitude. Agora esta relação passou a ser verdadeira quando o campo se apresentava na sua fase de máxima atividade solar.

## Etapas da missão
| Data        | Evento                                         |
| ----------- | ---------------------------------------------- |
| 06 Out 1990 | Lançamento do ônibus Espacial Discovery        |
| 30 Dez 1990 | 1ª Oposição (SUT = 3.4°, STU = 174.7°)         |
| 21 Ago 1991 | 1ª Conjunção (SUT = 0.3°, STU = 1.1°)          |
| 08 Fev 1992 | Máxima aproximação com Júpiter (6.3 Rj)        |
| 15 Fev 1992 | 1ª Afélio (5.40 AU)                            |
| 27 Fev 1992 | 2ª Oposição (SUT = 0.1°, STU = 179.4°)         |
| 26 Ago 1992 | Máxima distância da Terra (6.27 UA)            |
| 02 Set 1992 | 2ª Conjunção (SUT = 1.5°, STU = 7.7°)          |
| 01 Mar 1993 | 3ª Oposição (SUT = 4.6°, STU = 156.4°)         |
| 04 Set 1993 | 3ª Conjunção (SUT = 5.8°, STU = 25.6°)         |
| 26 Jun 1994 | Início da primeira passagem sobre o Pólo Sul   |
| 13 Set 1994 | Máxima Latitude Sul (-80.2°)                   |
| 05 Nov 1994 | Fim da primeira passagem sobre o Pólo Sul      |
| 04 Mar 1995 | 4ª Conjunção (SUT = 4.3°, STU = 5.8°)          |
| 12 Mar 1995 | 1ª Periélio (1.34 UA)                          |
| 13 Mar 1995 | Cruzamento com a Eclíptica                     |
| 09 Jun 1995 | Mínima distância da Terra (2.01 UA)            |
| 19 Jun 1995 | Início da primeira passagem sobre o Pólo Norte |
| 31 Jul 1995 | Máxima Latitude Norte (+80.2°)                 |
| 29 Set 1995 | Fim da primeira passagem sobre o Pólo Norte    |
| 24 Fev 1997 | 4ª Oposição (SUT = 5.6°, STU = 151.6°)         |
| 30 Ago 1997 | 5ª Conjunção (SUT = 2.0°, STU = 10.5°)         |
| 26 Fev 1998 | 5ª Oposição (SUT = 0.8°, STU = 175.7°)         |
| 17 Abr 1998 | 2ª Afélio (5.41 UA)                            |
| 09 Mai 1998 | Cruzamento com a Eclíptica                     |
| 28 Ago 1998 | Máxima distancia da Terra (6.36 UA)            |
| 01 Set 1998 | 6ª Conjunção (SUT = 0.9°, STU= 4.8°)           |
| 01 Mar 1999 | 6ª Oposição (SUT = 3.5°, STU = 161.5°)         |
| 05 Set 1999 | 7ª Conjunção (SUT = 4.6°, STU = 21.6°)         |
| 06 Set 2000 | Início da segunda passagem sobre o Pólo Sul    |
| 27 Nov 2000 | Máxima Latitude Sul (-80.2º)                   |
| 16 Jan 2001 | Fim da segunda passagem sobre o Pólo Sul       |
| 23 Mai 2001 | 2ª Periélio (1.34 UA)                          |
| 25 Mai 2001 | Cruzamento com a Eclíptica                     |
| 19 Jul 2001 | Mínima distancia da Terra (1.34 UA)            |
| 31 Ago 2001 | Início da segunda passagem sobre o Pólo Norte  |
| 13 out 2001 | Máxima Latitude Sul (+80.2°)                   |
| 10 Dez 2001 | Fim da segunda passagem sobre o Pólo Norte     |
| 30 Ago 2003 | 8ª Conjunção (SUT = 2.7°, STU = 13.6°)         |
| 04 Fev 2004 | Máxima aproximação com Júpiter (1684 Rj)       |
| 26 Fev 2004 | 7ª Oposição (SUT = 1.6°, STU = 171.6°)         |
| 30 Jun 2004 | 3ª Afélio (5.41 UA)                            |
| 14 Jul 2004 | Cruzamento com a Eclíptica                     |
| 29 Ago 2004 | Máxima distância da Terra (6.40 UA)            |
| 01 Set 2004 | 9ª Conjunção (SUT = 0.4°, STU = 2.0°)          |
| 28 Fev 2005 | 8ª Oposição (SUT = 2.7°, STU = 165.8°)         |
| 04 Set 2005 | 10ª Conjunção (SUT = 3.8°, STU = 18.4°)        |
| 17 Nov 2006 | Início da terceira passagem sobre o Pólo Sul   |
| 07 Fev 2007 | Máxima Latitude Sul (-79.7°)                   |
| 03 Abr 2007 | Fim da segunda passagem sobre o Pólo Sul       |
| 18 Ago 2007 | 3ª Periélio                                    |
| 19 Ago 2007 | Cruzamento com a Eclíptica                     |
| 27 Ago 2007 | Mínima distância da Terra (0.42 UA)            |
| 30 Nov 2007 | Início da terceira passagem sobre o Pólo Norte |
| 14 Jan 2008 | Máxima Latitude Norte Solar Latitude (79.8°)   |
| 15 Mar 2008 | Final da terceira passagem sobre o Pólo Norte  |
| 30 Jun 2009 | Última comunicação com a terra                 |

- Rj - Raio de Júpiter
- UA - Unidade astronômica, equivale a distancia entre o Sol e a Terra.
- Eclíptica - Plano da órbita terrestre.

O termo Conjunção acima descreve o alinhamento entre o Sol, a Terra e a sonda Ulysses, com o Sol no meio (SUT). O ângulo visto da sonda entre a Terra e o Sol (SUT) e o ângulo visto da Terra entre a sonda e o Sol (STU), estão próximos de 0º.
Durante a conjunção, a interferência solar é grande nas ondas de rádio emitidas pela sonda, para que cheguem a Terra, após viajarem através do plasma da corona solar. As assinaturas destas interferências contém informações sobre a densidade e sobre a  movimentação da corona solar. É uma boa oportunidade para utilizar o equipamento de Radio-Science Solar Corona(SCE), que equipa a sonda Ulysses. 
O termo Oposição acima descreve o alinhamento entre o Sol, a Terra, a sonda Ulysses, com a Terra no meio (STU).  Embora o ângulo visto da Sonda Ulysses entre o Sol e a Terra seja próximo de 0º (SUT), o ângulo visto da Terra entre a sonda Ulysses e o Sol é de quase 180º (STU)
Durante a oposição, a interferência solar é mínima, para o tráfego das ondas de rádio da sonda até a Terra. É uma boa oportunidade para experimentar detectar as ondas gravitacionais. O Gravitational Wave Experiment (GWE) é um equipamento científico da sonda Ulysses feito para tentar detectar as ondas gravitacionais de baixa frequência.